# Pál Turán
Pál Turán (Pronunciación en húngaro: /ˈpaːl ˈturaːn/) (18 de agosto de 1910-26 de septiembre de 1976),: 271  también conocido como Paul Turán, fue un matemático húngaro que trabajó principalmente en combinatoria extremal. Mantuvo una larga colaboración con el matemático húngaro Paul Erdős a lo largo de 46 años, que dio como resultado 28 artículos conjuntos.

## Semblanza
Turán nació en el seno de una familia judía en Budapest en 1910.: 271  En la misma época, Turán y Erdős fueron colaboradores famosos en el diario KöMaL, donde daban respuesta a todo tipo de cuestiones matemáticas. Obtuvo una maestría de la Universidad Eötvös Loránd en 1933 y un dostorado bajo la dirección de Lipót Fejér en 1935 de la misma universidad.: 271 
Como judío, sufrió restricciones de numerus clausus y no pudo conseguir un trabajo universitario durante varios años. Fue destinado a servicios de trabajo forzosos en varias ocasiones entre 1940 y 1944. Se dice que fue reconocido y quizás protegido por una guardia fascista que, siendo estudiante de matemáticas, había admirado la obra de Turán.
Turán se convirtió en profesor asociado de la Universidad Eötvös Loránd en 1945 y en profesor titular en 1949.: 272  Se casó dos veces, la primera vez con Edit (Klein) Kóbor en 1939 (tuvieron un hijo, Róbert), y la segunda vez con Vera T. Sós, una matemática, en 1952 (tuvieron dos hijos, György y Tamás).: 20 
Turán falleció debido a una leucemia en Budapest el 26 de septiembre de 1976,: 271  a la edad de 66 años.: 8 

## Trabajo
Trabajó principalmente en teoría de números,: 4  pero también se dedicó al análisis matemático y a la teoría de grafos.

### Teoría de números
En 1934 usó el tamiz de Turán para dar una prueba nueva y muy simple de un resultado de 1917 de Godfrey Harold Hardy y Srinivasa Ramanujan sobre el orden normal del número de primos divisores distintos de un número n, a saber, que es muy cercano a {\displaystyle \ln \ln n}. En términos probabilísticos estimó la varianza de {\displaystyle \ln \ln n}. El matemático Gábor Halász señaló que "Su verdadero significado radica en el hecho de que fue el punto de partida de la teoría de números probabilística".: 16  La desigualdad de Turán-Kubilius es una generalización de este trabajo.: 5 : 16 
Turán estaba muy interesado en la distribución de números primos en las progresiones aritméticas y acuñó el término "carrera de números primos" para las irregularidades en el teorema de los números primos entre clases de residuos.: 5  Con su coautor Knapowski probó resultados referentes al sesgo de Chebyshov. La conjetura de Erdős-Turán hace una afirmación sobre números primos en progresión aritmética. Gran parte del trabajo de teoría de números de Turán se ocupó de la hipótesis de Riemann, para lo que desarrolló el método de suma de potencias (véase más abajo). Erdős dijo que "Turán era un 'incrédulo', de hecho, un 'pagano': no creía en la verdad de la hipótesis de Riemann".: 3 

### Análisis
Gran parte del trabajo de Turán en análisis estuvo ligado a sus investigaciones en teoría de números. Demostró las desigualdades de Turán, relacionando los valores de los polinomios de Legendre para diferentes índices y, junto con Paul Erdős, la desigualdad de Erdős-Turán.

### Teoría de grafos
Erdős escribió sobre Turán: "En 1940-1941 creó el área de problemas de extremos en teoría de grafos, que ahora es uno de los temas de más rápido crecimiento en combinatoria".: 4  El campo se conoce más brevemente hoy como teoría de grafos extremales. El resultado más conocido de Turán en esta área es el teorema de grafos de Turán, que da un límite superior en el número de aristas en un grafo que no contiene el grafo completo Kr como subgrafo. Inventó el grafo de Turán, una generalización del grafo bipartito completo, para probar su teorema. También es conocido por el teorema de Kővári-Sós-Turán sobre el límite del número de aristas que pueden existir en un grafo bipartito con ciertos subgrafos prohibidos, y por plantear el problema de la fábrica de ladrillos de Turán, es decir, determinar el número de cruces de un gráfico bipartito completo.

### Método de la suma de potencias
Turán desarrolló el método de la suma de potencias para trabajar en la hipótesis de Riemann.: 9–14  El método trata con desigualdades dando cotas inferiores para sumas de la forma
{\displaystyle \max _{\nu =m+1,\dots ,m+n}\left|\sum _{j=1}^{n}b_{j}z_{j}^{\nu }\right|,}  de ahí el nombre de "suma de potencias".: 319 
Además de sus aplicaciones en teoría analítica de números, se ha utilizado en análisis complejo, análisis numérico, ecuaciones diferenciales, teoría de números trascendentales y en la estimación del número de ceros de una función en un disco.: 320 

## Publicaciones
- Ed. by P. Turán. (1970). Number Theory. Amsterdam: North-Holland Pub. Co. ISBN 978-0-7204-2037-1. (requiere registro).
- Paul Turán (1984). On a New Method of Analysis and Its Applications. New York: Wiley-Interscience. ISBN 978-0-471-89255-7. Se ocupa del método de suma de potencias.[12]
- Paul Erdős, ed. (1990). Collected Papers of Paul Turán. Budapest: Akadémiai Kiadó. ISBN 978-963-05-4298-2.[13]

## Reconocimientos
- 1948, Miembro correspondiente electo de la Academia Húngara de Ciencias y miembro ordinario en 1953.[1]: 272
- 1948 y 1952 Premio Kossuth.[1]: 272
- 1975, Medalla Tibor Szele de la Sociedad Matemática János Bolyai.[1]: 272